# آندیگولا
آندیگولا (به لاتین: Andigola) یک منطقهٔ مسکونی در کرواسی است که در شهرستان بیلوار-بیلوگورا واقع شده‌است. آندیگولا ۱۵ نفر جمعیت دارد.